# حرية الدين في جنوب إفريقيا

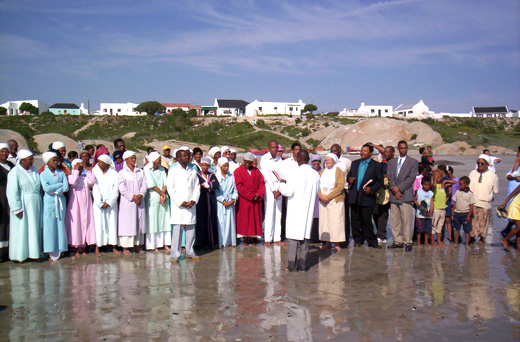

جنوب أفريقيا دولة علمانية، وتُعتبر الحرية الدينية من البنود المنصوص عليها في الدستور.

## التشريع

### الدستور
تحتوي مقدمة دستور عام 1996 لمرحلة ما بعد التمييز العنصري في جنوب أفريقيا إشارات إلى الإله على شكل دعاء يسأل الله الرعاية والتبريك بلغات عديدة. يصف عالم اللاهوت الهولندي جوهانس فان دير فين هذا النص بأنه «صلاة استرحام بلاغية». على الرغم من ذلك، يحافظ الدستور على قدسية الحرية الدينية.
يحتوي الفصل الثاني من دستور جنوب أفريقيا، قانون الحقوق، عددًا من الأحكام التي تتناول الحرية الدينية. تنهى المادة التاسعة، بند المساواة، عن التفرقة العنصرية غير العادلة القائمة على أسس عديدة منها الدين، ويطلب سنّ تشريع وطني يمنع التمييز العنصري غير العادل أو ينهى عنه. تنص المادة رقم 15 على أحقية جميع الأفراد بحرية الضمير، والدين، والفكر، والمُعتقد، والرأي. يسمح البند بإقامة الشعائر الدينية في المؤسسات الحكومية والمدعومة من قبل الدولة أيضًا، شريطة أن تتبع القواعد العامة للسلطة، وأن تُقام على أساس منصف، وأن يكون الحضور مجانيًا وطوعيًا، وتنص المادة على الاعتراف بالأنظمة القانونية الدينية وحالات الزواج التي لا تتعارض مع الدستور. تحمي المادة رقم 31 حق الأفراد المنتمين إلى جماعة دينية بممارسة طقوسهم الدينية بصحبة أفراد آخرين من الجماعة نفسها، وبتشكيل مؤسسات تطوعية دينية، والانضمام إليها، والمحافظة عليها.
ترتبط أحكام عديدة أخرى من الدستور بالدين والحرية الدينية. تنص المادتان رقم 185 و186 على إنشاء لجنة لتعزيز وحماية المجتمعات الثقافية، والدينية، واللغوية. بالإضافة إلى ذلك، ترتبط حقوق الإنسان مثل حق الكرامة الإنسانية، وحق حرية التعبير، وحق حرية تأسيس الجمعيات، بشكل غير مباشر بحماية الحرية الدينية. إن خطاب الكراهية القائم على أسس عديدة من بينها الأسس الدينية غير مشمول في حق حرية التعبير.
يُعتبر حق الحرية الدينية الدستوري حقًا غير مطلق. صرّح ديكانج إرنست موسينيكي، الرئيس المفوّض للقضاة في جنوب أفريقيا، في خطابه الرئيسي في مراسم المصادقة العامة على اتفاقية جنوب أفريقيا للحقوق والحريات الدينية في جوهانسبورغ في 21 أكتوبر من عام 2010 بالآتي:
قد تبدو معظم أحكام الاتفاقية غير مثيرة للجدل، لكن بصفتي القاضي الحالي للمحكمة الدستورية، قد أشهد لحظات أكون فيها ملزمًا بتقديم رأي قضائي بشأن التخفيف من أحد أحكامها أو تأثيرها في حال أُقرّت رسميًا، أو في حال وجب حصول نزاع قضائي حول إقرارها. بناء على ذلك، يشرفني أن أتعامل بانفتاح لتحقيق الملاءمة الدستورية لأحكامها.
يمكن الحد من جميع الحقوق التي يضمنها قانون الحقوق عن طريق سن قانون للتطبيق العام، ومن ثم لا يُعتبر حق الحرية الدينية حقًا مطلقًا. قد تحد نطاقَه حقوقٌ أخرى أو قانونٌ يسعى لتحقيق هدف حكومي مشروع.
اخترنا دولة علمانية مُلزمة بالتقيد بحيادية مطلقة في ما يخص النزعات الدينية. يشمل هذا الالتزام أيضًا حق عدم الإيمان أو الاعتقاد أو الالتزام بأي دين.
عند تعارض الحقوق الدينية مع أي ضمانات دستورية أو أهداف حكومية مشروعة أخرى، يجب التعامل مع الصراع بحذر، مع الأخذ بعين الاعتبار أن الدستور هو المرجع الأعلى في الديمقراطية الليبرالية، وأنه ليس هناك تسلسل هرمي للحقوق، فالجميع سواسية، ولجميعنا حق الاختلاف.

### قانون المساواة
استنادًا إلى المادة التاسعة من الدستور، ينهى قانون المساواة لعام 2000 عن التمييز غير العادل القائم على أسس عديدة، ومن بينها التمييز القائم على الدين. لا ينطبق قانون المساواة على التمييز غير العادل في مكان العمل المشمول في قانون المساواة في العمل.

### مفوضية حقوق الإنسان في جنوب أفريقيا
تُعتبر مفوضية حقوق الإنسان في جنوب أفريقيا مؤسسة أُحدثت بموجب الفصل التاسع وافتُتحت في عام 1995 لدعم الديمقراطية الليبرالية. تحقق المفوضية في الشكاوى الواردة بشأن التمييز غير العادل، وتساند المواطنين في القضايا المطروحة في محاكم المساواة.

### مفوضية حقوق المجتمعات الثقافية، والدينية، واللغوية
تُعتبر مفوضية تعزيز حقوق المجتمعات الثقافية، والدينية، واللغوية وحمايتها مؤسسةً أُحدثت بموجب الفصل التاسع، وتأسست في عام 2004 لدعم الديمقراطية الليبرالية.

## الدين في المدارس
يرتبط التشريع الوطني والسياسات الحاكمة للدين في المدارس بالتعليم الديني، والشعائر الدينية في المدارس، وقواعد اللباس المدرسي:
- تنص السياسة الوطنية الخاصة بالدين والتعليم المُعتمدة في شهر سبتمبر من عام 2003 على وجوب التعليم الديني، أي التعليم حول تعددية الأديان الذي لا يروّج لأي دين معين في مناهج المدارس العامة. يُغطى التعليم الديني ضمن مادة توجيه الحياة.[13][14]
- وفقًا للبند الخامس عشر من الدستور، تُعتبر الشعائر الدينية مسموحة في المدارس العامة شرط أن تُقام على أسس متساوية تعترف بتعددية الأديان، وأن يكون الحضور مجانيًا وطوعيًا.[15][16][17]
- صرّح قسم التوجيهات الخاص بالتعليم الأساسي الوطني حول موضوع اللباس المدرسي الموحَّد المتبنى في شهر فبراير من عام 2006 بوجوب ملاءمة الزي الرسمي المدرسي التنوعَ الديني والثقافي.[18][19][20][21]

### قضية منظمة التعليم والديمقراطية الدينية
في شهر أغسطس من عام 2014، قدمت منظمة التعليم والديمقراطية الدينية طلبًا في مديرية جنوب غوتنغ لإيقاف العديد من المدارس العامة من وصف نفسها بأنها مدارس مسيحية أو الترويج للأخلاقيات المسيحية بشكل يعارض القانون. كانت جميع المدارس المذكورة في الطلب مدارس عامة متوسطة أفريقانية، وكان مسؤولوها أعضاء في اتحاد المجالس الحاكمة لمدارس جنوب أفريقيا. تنطبق نتائج الحالة الاختبارية على جميع المدارس العامة. على أي حال، اعترضت المدارس المذكورة على القضية وتلقت دعمًا من اتحاد المجالس الحاكمة لمدارس جنوب أفريقيا، ومنظمة أفريفوروم، وحزب ممانعة الحرية السياسي، والحزب الديمقراطي الأفريقي المسيحي. في شهر يونيو من عام 2017، حكمت المحكمة أنه من غير القانوني للمدارس العامة أو الهيئة الحاكمة للمدرسة، التي تعمل ضمن مجتمع تعددي، ممارسة شعائر دينية معينة مرتبطة بدين مهيمن وإقصاء الأديان الأخرى. قررت المدارس عدم استئناف حكم المحكمة.

## إصلاحات تشريعية
لم يؤدِّ الدستور الجديد إلى إصلاحات مباشرة للتشريعات المتعلقة بالتمييز العنصري التي تتعارض مع حق الحرية الدينية. حدثت العديد من الإصلاحات التشريعية أو بدأت منذ عام 1994 نتيجةً لضغط بعض الجماعات المحرومة من حقوقها.
شرّع قانون الاتحاد المدني، الذي بدأ تطبيقه في 30 نوفمبر من عام 2006، زواج المثليين، وسمح بالتسمية القانونية لموظفي الزواج الديني دون أي قيود دينية وفقًا للدستور. كان ممكنًا تعيين موظفي الزواج الديني «بغرض الاحتفال بالزيجات وفقًا لطقوس المسيحيين، أو اليهود، أو المحمديين، أو الطقوس الخاصة بأي دين هندي» وفقًا لقانون الزواج.
وفقًا للبند الخامس من قانون الاتحاد المدني، يجوز لأي منظمة دينية التقدم بطلب إلى وزارة الشؤون الداخلية لتعيينها منظمةً دينيةً، وعندما يتم ذلك، يتعيّن عليها ترشيح مرشحين مناسبين من المنظمة لتعينهم وزارة الشؤون الداخلية في منصب موظفي زواج ديني بهدف الاحتفال بالزيجات وفقًا لطقوس تلك المنظمة.
يجرّم قانون مكافحة الشعوذة لعام 1957، المستند إلى التشريعات الاستعمارية الخاصة بالشعوذة، ادعاء معرفة الشعوذة، والقيام بممارسات معينة مرتبطة بالشعوذة بما فيها استخدام المعلّقات السحرية والتبصير، واتهام الآخرين بممارسة الشعوذة. في عام 2007، تلقت مفوضية إصلاح قانون جنوب أفريقيا مذكرات من تحالف الحقوق الوثنية في جنوب أفريقيا ومنظمة المعالجين التقليديين تطالب بالتحقيق في دستورية القانون، وفي 23 مارس من عام 2010، وافق وزير العدل والتنمية الدستورية على مشروع لمفوضية إصلاح قانون جنوب أفريقيا لإعادة النظر في التشريعات الخاصة بالشعوذة.